# Гераклея Кибистра
Гераклея Кибистра (др.-греч. Ἡράκλεια Κύβιστρα) — древнегреческий город, расположенный в Каппадокии и Киликии, недалеко от современного города Эрегли в турецкой провинции Конья.
В период господства греков по всему Средиземноморью имел некоторое значение, поскольку занимал местность неподалеку от дороги ведущей в Киликийские Ворота. В эпоху арабских завоеваний город неоднократно разграблялся арабскими завоевателями Малой Азии Харуном ар-Рашидом и Абдуллахом аль-Мамуном в 806 — 832 годах соответственно.